# سرن کونگ
سرن کونگ (زاده ۲۱ سپتامبر ۱۹۸۸) خواننده، ترانه‌سرا و تهیه‌کننده سنگاپوری است. او سه بار جایزه جهانی نمودار طلایی چین، سه بار جوایز ضربه سنگاپور، برنده جوایز ستاره سنگاپور، و برنده ملی جوایز خلاق آکادمی آسیایی شده است.
او به دلیل صدای احساسی و نوشتن آهنگ‌های موفق شناخته شده است.